# Вајт Клауд (Мичиген)
Вајт Клауд (енгл. White Cloud) град је у америчкој савезној држави Мичиген. По попису становништва из 2010. у њему је живело 1.408 становника.

## Демографија
Према попису становништва из 2010. у граду је живело 1.408 становника, што је 12 (0,8%) становника мање него 2000. године.
| Група             | 2000.         | 2010.         |
| Белци             | 1.197 (84,3%) | 1.145 (81,3%) |
| Афроамериканци    | 103 (7,3%)    | 98 (7,0%)     |
| Азијати           | 4 (0,3%)      | 7 (0,5%)      |
| Хиспаноамериканци | 66 (4,6%)     | 91 (6,5%)     |
| Укупно            | 1.420         | 1.408         |